# Malarico

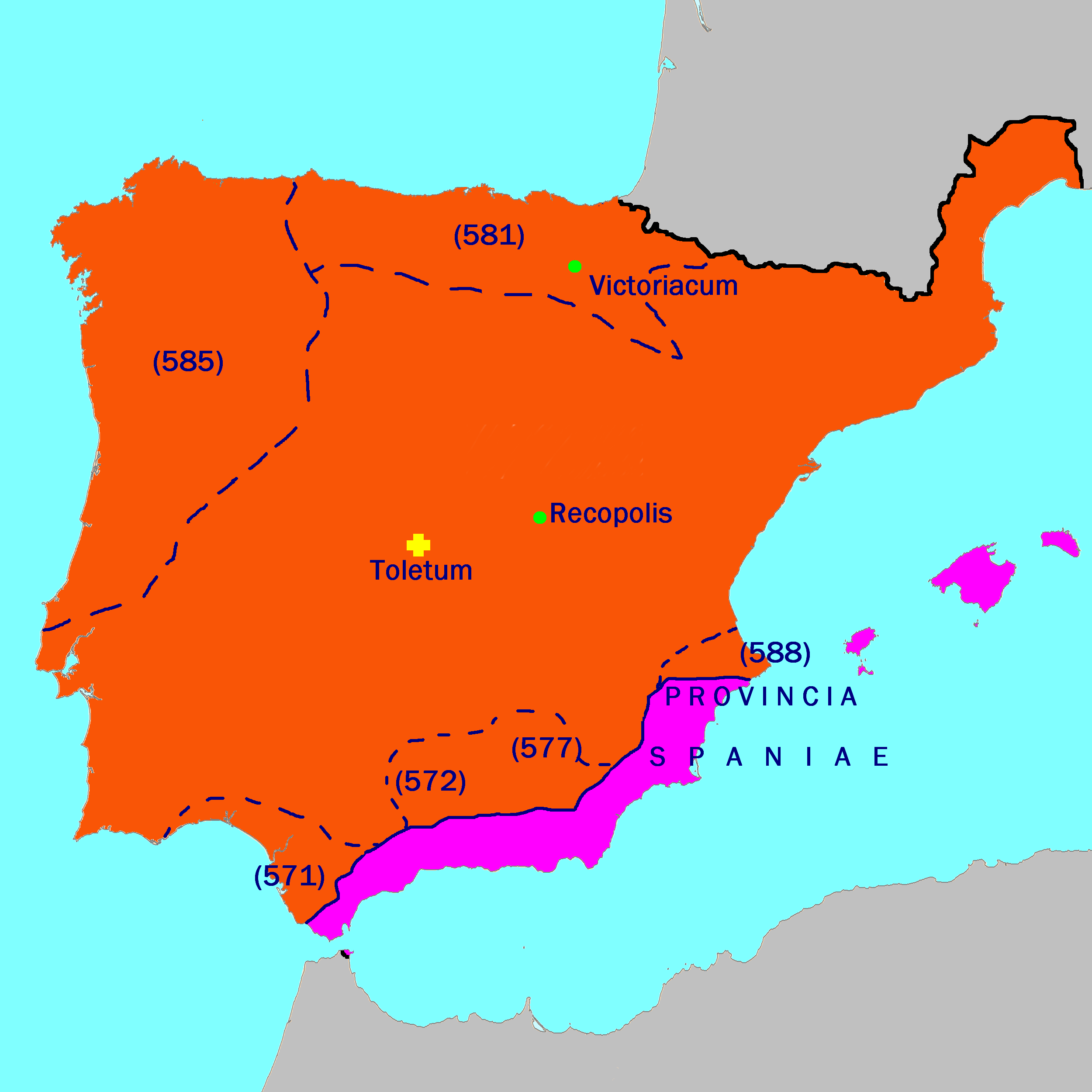
Penisola iberica nel 586. Il regno dei Suebi è divenuto una provincia dei Visigoti. In viola la provincia bizantina della Spagna.

Malarico dei Suebi chiamato anche Amalarico e Malaric  in spagnolo, in galiziano e in portoghese (... – dopo il 586) è stato re dei Suebi di Gallaecia, dal 585 al 586.

## Origine
Forse discendente del re Miro.

## Biografia
Dopo che Andeca, nel 584, aveva deposto Eborico, il re dei Visigoti, Leovigildo, prese a pretesto la deposizione per poter intervenire, ancora una volta, nel regno suebo; invase immediatamente il territorio suebo e, secondo quanto riporta Rafael Altamira, "con la massima rapidità" li sconfisse con due sole battaglie, a Portucale e a Bracara. Battuto e fatto prigioniero Andeca, nel 585, fu deposto, costretto a sottoporsi alla tonsura, e rinchiuso in un monastero a Pax Julia e il regno svevo fu incorporato nel regno visigoto.

Secondo il Diccionario biográfico español, Real Academia de la Historia, non si hanno altre notizie di Andeca.

Questi avvenimenti sono riportati dai cronisti Isidoro e Giovanni di Biclaro.
Dopo che il regno svevo era stato assoggettato e divenuto una provincia visigota, nel 585, si fece avanti, allora, un pretendente al trono: Malarico, forse discendente del re Miro, che si proclamò re dei Suebi di Gallaecia, per mantenerlo indipendente dai Visigoti e soprattutto liberarlo dagli Ariani che ora dominavano a Braga.

Malarico viene citato nell'elenco dei re Suebi nel El reino suevo (411-585), come settimo re dopo il periodo oscuro e si hanno nuovamente informazioni sul regno suebo di Galizia.
Malarico viene citato dalla IDENTITY AND INTERACTION: The Suevi and the Hispano-Romans, che riporta che venne affrontato e sconfitto da Leovigildo, e che dopo essere stato catturato, in quello stesso anno o nel 586 fu portato davanti al re visigoto incatenato.

Anche Giovanni di Biclaro, cita Malarico, che, nel 585, si proclamò re (In Gallacia tyrannidem assumens), ma fu fatto prigioniero e, forse, chiuso in un monastero.

Secondo il Diccionario biográfico español, Real Academia de la Historia, non si hanno altre notizie di Malarico.

Dopo quest'ultimo tentativo di ribellione, gli Svevi accettarono di essere governati da un dux (duca) visigoto, pur mantenendo le leggi, gli usi e le altre caratteristiche proprie del loro fiero ed antico regno.

## Discendenza
Di Malarico non si conosce alcuna discendenza.

### Fonti primarie
- (ES)  El reino suevo (411-585).
- (ES)  IDENTITY AND INTERACTION: The Suevi and the Hispano-Romans.
- (LA)  #ES Idatii episcopi Chronicon.
- (LA)  Isidori Historia Gothorum, Wandalorum, Sueborum, Historia Sueuorum.
- (LA)  Monumenta Germaniae Historica, Auctorum antiquissimorum, tomus 11, Iohannis Abbatis monasterii Biclarensis Chronica.

### Letteratura storiografica
- Rafael Altamira, "La Spagna sotto i Visigoti", in "Storia del mondo medievale", vol. I, 1999, pp. 743–779